# Vanini
Pour les articles homonymes, voir Vanini (homonymie).
Vanini est une municipalité du Nord-Ouest de l'État du Rio Grande do Sul faisant partie de la microrégion de Passo Fundo  et située à 238 km au nord-ouest de Porto Alegre, capitale de l'État. Elle se situe à une latitude de 28° 28′ 42″ sud et à une longitude de 51° 50′ 42″ ouest, à une altitude de 750 mètres. Sa population était estimée à 1 956, pour une superficie de 65 km2. On y accède par les BR-285, RS-434 et RS-129.

## Histoire
Les premiers colons qui arrivèrent dans la région autour de 1906 étaient originaires de la zone de colonisation italienne, Bento Gonçalves, Caxias do Sul, Garibaldi et Veranópolis. L'origine du nom Vanini vient d'un des premiers habitants blancs, Severino Vanini, qui fit beaucoup, par son travail, pour le développement de l'endroit. Sa popularité est restée grande jusqu'à nos jours.
Ces colons trouvèrent une terre qui leur rappelait leur région d'origine, en Italie. Elle était recouverte d'immenses pineraies qui rendaient difficile la pénétration du lieu et le travail du sol. Ils commencèrent à défricher à la force des bras et se construisirent leurs premières maisons en bois, avec les troncs des pins coupés. Les premiers sentiers et les premières pistes furent ouverts.
En plus des Italiens, Vanini reçu quelques Polonais et Allemands. Une partie de la population est métisse.

## Économie
Le secteur primaire est le plus développé. L'élevage concerne la volaille et le bétail pour l'abattage, bovin et porcin, ainsi que des vaches laitières. On y cultive le maïs, le tabac, les haricots, le blé et le soja.
Le secteur secondaire est développé autour de l'industrie du meuble, de la fabrication de chaussures, de scieries et de briqueteries.
Le commerce est aussi très présent à Vanini, écoulant, entre autres, les produits venant du secteur primaire.

## Villes voisines
- David Canabarro
- São Jorge
- Paraí
- São Domingos do Sul
- Ciríaco